# Норрботтен (лен)
Но́ррботтен (швед. Norrbottens län) — лен, расположенный на крайнем севере Швеции. Граничит с леном Вестерботтен на юге, с Норвегией на северо-западе и Финляндией на северо-востоке. Самый большой по площади лен Швеции, занимает примерно 22 % площади всей страны. Административный центр — город Лулео.
Территория лена соответствует территории исторической провинции Норрботтен и северной части провинции Лаппланд.

## Административное деление
Лен состоит из 14 коммун:
- Паяла, центр — Паяла,
- Эвертурнео, центр — Эвертурнео,
- Эверкаликс, центр — Эверкаликс,
- Буден, центр — Буден,
- Каликс, центр — Каликс,
- Хапаранда, центр — Хапаранда,
- Эльвсбюн, центр — Эльвсбюн,
- Лулео, центр — Лулео,
- Питео, центр — Питео,
- Кируна, центр — Кируна,
- Елливаре, центр — Елливаре,
- Йокмокк, центр — Йокмокк,
- Арьеплуг, центр — Арьеплуг,
- Арвидсъяур, центр — Арвидсъяур.